# Ager publicus
Ager publicus era denumirea latină a pământului care era în proprietatea statului roman (domeniu public). De obicei, acest pământ provenea din confiscarea pământurilor dușmanilor Romei.
În perioada de început a expansiunii romane în centrul Italiei, termenul de ager publicus era folosit pentru coloniile romane și (după 338 î.Hr. pentru coloniile) latine. Tradiția târzie considera că, din secolul al V-lea î.Hr., patricienii și plebea au contestat drepturile celor bogați de a exploata terenul, și în 367 î.Hr. doi tribuni din rândul plebei, Gaius Licinius Stolo și Lucius Sextius Sextinus Lateranus au promulgat o lege care limita mărimea Ager publicus care urma să fie deținut de către orice persoană fizică la 500 iugera, aproximativ 325 de acri (1,32 km2). 
La o jumătate de secol după bătălia de la Telamon (cca. 225 î.Hr.), romanii au absorbit pe deplin Galia Cisalpină, adăugând suprafețe imense de teren Ager publicus, teren care a fost cel mai adesea dat noilor colonii latine sau micilor proprietari.  
Cu trecerea timpului, acest pământ a fost luat de către nobilimea romană.